# Morgongåva

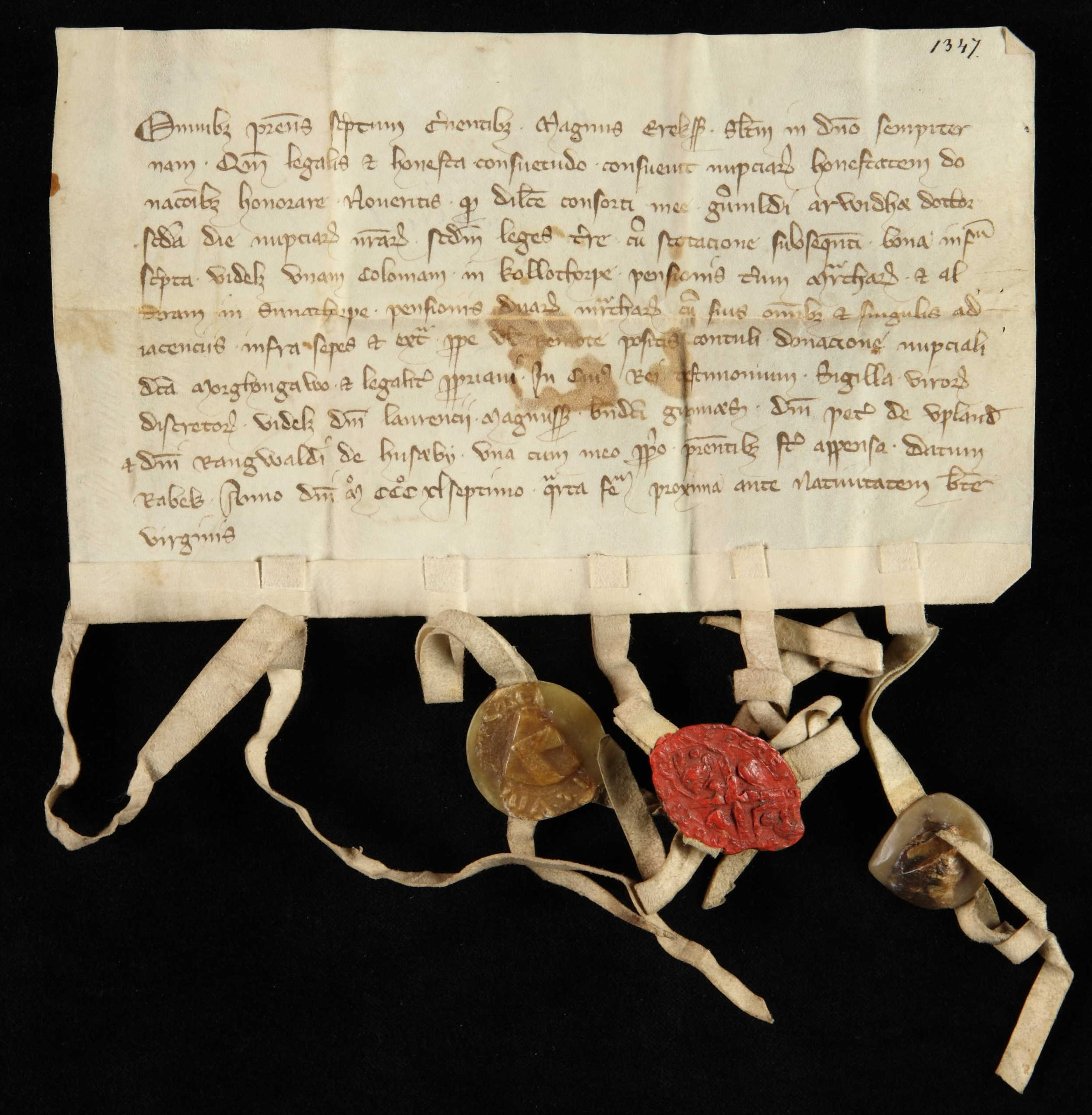
Brev i vilket Magnus Eriksson ger sin hustru Gunhild Arvidsdotter två nybyggen i morgongåva

Morgongåva är en gåva som en man ger till sin hustru på morgonen efter bröllopsnatten. Ursprungligen var morgongåvan något som skulle trygga hustruns eventuella änkedom. De senaste 200 åren har morgongåvan oftast bestått av ett smycke som bärs om kvinnans hals.
Morgongåvan finns omtalad hos de flesta germanfolk redan i dess äldsta lagar, och hade ursprungligen till syfte att trygga kvinnans försörjning efter mannens död. På grund av alltför stor frikostighet vid morgongåvegivandet inskred lagstiftningen med bestämmelser på 640-talet hos visigoterna, och år 1350 i Magnus Erikssons landslag, och förordningar år 1577 i Danmark samt år 1664 i Sverige. Från år 1644 erhöll i Sverige änkan endast nyttjanderätt till morgongåvan i jordagods men hade äganderätten till lösöret. I 1734 års lag kvarstod regleringar av morgongåvorna med bibehållen skillnad mellan stads- och landsrätt. När lika arvsrätt mellan man och kvinna infördes 1845 infördes även samma regler rörande morgongåvor i stad som på landsbygden, det vill säga att endast barnlösa änkor fick rätt att njuta avkastningen av en morgongåva.
1920, när änkor gavs arvsrätt efter maken, om det inte fanns bröstarvingar eller adoptivbarn, avskaffades regleringarna av morgongåvorna i lagtext. Vissa fideikommissbrev medger dock fortfarande utanordnande av morgongåvan för fideikommissaries änka.
I landskapslagarna fastslogs att morgongåvan skulle utlovas redan på fästningsstämman, då äktenskapsavtalet slöts mellan parterna.
På 1700-talet och framåt blev det vanligt med en öppningsbar medaljong med mannens hårlock inuti, eller en handmålad miniatyrbild av mannen. När fotografierna blev vanliga kom de att ersätta hårlockar och handmålade miniatyrbilder.
Idag består morgongåvan oftast av ett hängsmycke med diamanter och färgstenar eller ett pärlband med odlade pärlor. Det kan även vara en ring att bära på höger hands ringfinger eller lillfinger. I äldre tider åtnjöt hustrun ej lott i mannens bo och syftet med morgongåvan var att nödtorftigt sörja för hennes underhåll efter mannens död. Morgongåvan bestod på den tiden vanligen av ett torp eller liknande, med ett mindre markområde för att kunna odla det viktigaste, och det var en gåva på bröllopsdagen från mannens föräldrar.
De i forntidens Grekland och i Gamla Testamentet omtalade gåvorna, diaparthenia, mohar, har ibland översatts med morgongåva, men torde i själva verket syfta på en form av brudpris.